# Kazachstánský fotbalový pohár
Kazachstánský fotbalový pohár (Футболдан Қазақстан Кубогы) je kazachstánská fotbalová pohárová soutěž. Byla založena v roce 1992, před tímto datem existoval na území Kazašské SSR regionální pohár v rámci SSSR (od r. 1936), který se hrál nepravidelně.
V roce 2001 se hrála 2 finálová utkání, jedno pro ročník 2000/01 a druhé pro ročník 2001.

## Přehled finále
Zdroj:

Pozn.: vítěz je označen tučně.
- 1992: FK Kajrat Almaty - Fosfor Jambul 5:1
- 1993: FK Dostyk Almaty - Fosfor Jambul 4:2
- 1994: FK Vostok Öskemen - Akťubinec Akťubinsk 1:0
- 1995: Jelimaj Semej - SKIF-Ordabasy 1:0
- 1996: FK Kajrat Almaty - FK Vostok Öskemen 2:0 [pozn. 1]
- 1997: nehrálo se
- 1997/98: Irtyš Pavlodar FK – FC Kaysar Kyzylorda 2:1 po prodl.
- 1998/99: FC Kaysar Kyzylorda – FK Vostok Öskemen 1:1 po prodl. 2:0 pen.
- 1999/00: FK Kajrat Almaty – Access-Golden Grain Petropavlovsk 5:0
- 2000/01: Ženis Astana – Irtyš Pavlodar FK 1:1 po prodl. 5:4 pen.
- 2001: FK Kajrat Almaty – Ženis Astana 3:1
- 2002: Ženis Astana – Irtyš Pavlodar FK 1:0
- 2003: FK Kajrat Almaty – Tobol Kostanaj FK 3:1
- 2004: FK Taraz – FK Kajrat Almaty 1:0
- 2005: Ženis Astana – FK Kajrat Almaty 2:1 po prodl.
- 2006: FK Almaty - FK Astana 3:1 po prodl.
- 2007: Tobol Kostanaj FK – Ordabasy Šymkent 3:0
- 2008: FK Aktobe – FK Almaty 3:1
- 2009: FK Atyrau – Šachter Karagandy FK 1:0
- 2010: FC Lokomotiv Astana – Šachter Karagandy FK 1:0
- 2011: Ordabasy Šymkent – Tobol Kostanaj FK 1:0
- 2012: FC Astana – Irtyš Pavlodar FK 2:0
- 2013: Šachter Karagandy FK – FK Taraz 1:0
- 2014: FK Kajrat Almaty – FK Aktobe 4:1[2]
- 2015: FK Kajrat Almaty – FC Astana 2:1[3]
- 2016: FC Astana –	Kairat 1:0
- 2017: FK Kajrat Almaty – FC Atyrau 1:0
- 2018: FK Kajrat Almaty – FC Atyrau 1:0
- 2019: FK Kajrat Almaty – FC Atyrau 2:1 po prodl.
- 2020: nehrálo se
- 2021: FK Kajrat Almaty – Šachter Karagandy FK 3:3 po prodl. 9:8 pen.

Pozn.: 
1. Irtyš Pavlodar působil v minulosti pod názvem Ansat Pavlodar a Irtyš Bastau Pavlodar
2. FC Astana-1964 pod názvem Ženis Astana a FK Astana
3. FC Astana pod názvem FC Lokomotiv Astana
4. FK Taraz Jambul pod názvem Fosfor Jambul
5. FK Aktobe pod názvem Akťubinec Akťubinsk
6. FK Spartak Semej pod názvem Jelimaj Semej (Semipalatinsk)
7. Ordabasy Šymkent pod názvem SKIF-Ordabasy
8. FK Kyzylžar pod názvem Access-Golden Grain Petropavlovsk